# 1998년 부천국제판타스틱영화제
제2회 부천국제판타스틱영화제는 1998년 12월에 개최된 영화제이다. 부천시민회관 대강당, 부천시청 대강당, 복사골문화센터 아트홀, 소사구청 소향관에서 개최되었다.

## 수상 및 후보

### 베스트 오브 부천
- 사무라이 픽션 - 나카노 히로유키 수상

### 부천 초이스(장편)
- 맨 위드 레인 - 마리아 리폴
- 사무라이 픽션 - 나카노 히로유키
- 세이빙 그레이스(영어판) - 코스타 보티스
- 신비한 마법사 - 푸피 아바티
- 알렉산더 전기 - 극장판 - 카네모리 요시노리
- 언피쉬 - 로버트 돈헴
- 우주의 천가지 경이들 - 장-미셸 루
- 작은 기적들 / 리틀 미라클 - 엘리즈오 수비엘라

### 판타스틱 단편 걸작선
- 노 필름 - 파스칼 록테르
- 디.에스.비 - 스콧 쿡슬리
- 디엑스13036 - 로아 우타우
- 디캡2 - 그레고리 페이지
- 라스트 서퍼 - 다니엘 드 라 베가
- 라저 댄 라이프 - 엘로리 엘카엠
- 리틀 레드 - 마누엘 고메즈
- 리틀 피쉬 킬러 - 알렉상드르 가브라스
- 메리루 - 토드 커츠만 외2명
- 문을 열 수 없었던 사나이 - 폴 아덴
- 사막의 목소리 - 장-미셸 루
- 사선궤도 - 도미니크 롤레
- 37층 - 실베인 가이
- 선별자 - 필립 분 외1명
- 섹서스 브레이크다운 - 사비에 빨뤼
- 신에게 너무 가까운 - 장-미셸 루
- 오버 더 레인보우 - 알렉산드르 아야
- 우부 - 마누엘 고메즈
- 이라디에이션 - 마누엘 고메즈
- 제네시스 - 나초 세르다
- 진흙 - 이발리오 시미드치브
- 카프리시오사 - 요아킴 보드
- 케오 - 올리비에르 반 호프스타트
- 프란츠와 카프카 - 매튜 세빌

### 월드 판타스틱 시네마
- 가미가제 택시 - 하라다 마사토
- 기브 미 썸씽 - 헥토르 카레
- 닥터 샹스 - F.J. 오쌍
- 롤라 런 - 톰 티크베어
- 뫼비우스 - Gustavo Mosquera R.
- 바람의 노래를 듣고 싶다 - 오바야시 노부히코
- 바운스 - 하라다 마사토
- 비고 - 줄리엔 템플
- 생명의 기차 - 라두 미하일레아누
- 형사에겐 디저트가 없다 - 제임스 허스
- 암캐섬의 보물 - 프랑수아-자끄 오상
- 왕립우주군 - 오네아미스의 날개 - 야마가 히로유키
- 이즈 댓 유? / 고스트 대디 - 나카무라 겐지
- 태양은 없다 - 김성수
- 페카토 - 마누엘 고메즈
- 풍운 - 유위강
- 하티 - 필립 고티에
- 후따리 - 오바야시 노부히코

### 특별전
- 우주 괴인 왕마귀 - 권혁진
- 꿈 - 신상옥
- 조용한 가족 - 김지운
- 여고괴담 - 박기형
- 퇴마록 - 박광춘

### 특별상영
- 종각 - 양주남
- 잊혀진 장인 양주남 감독 - 변영주